# رشيد السليماني
رشيد السليماني هو لاعب كرة قدم مغربي من مواليد 21 نوفمبر 1982 بمدينة وادي زم، يشغل مركز مدافع بنادي الرجاء البيضاوي.

## ألقابه
الرجاء البيضاوي
- دوري أبطال العرب : اللقب سنة 2006
- الدوري المغربي الممتاز : اللقب 2009، 2011، 2013
- كأس العرش : اللقب سنة 2012
- كأس العالم للأندية لكرة القدم 2013 : النهائي

 منتخب المغرب لكرة القدم للمحليين
- كأس العرب لكرة القدم
  - اللقب سنة 2012

## روابط خارجية
- رشيد السليماني على موقع الاتحاد الدولي (مؤرشف)  (الإنجليزية)
- رشيد السليماني على موقع قاعدة بيانات كرة القدم.إي يو (الإنجليزية)
- رشيد السليماني على موقع ناشيونال فوتبول تيمز (الإنجليزية)
- رشيد السليماني على موقع كووورة

- Profile at National-Football-Teams
- (بالإنجليزية) Profil du joueur sur national-football-teams.com